# Молдавија на Светском првенству у атлетици у дворани 2012.
Молдавија је учествовала на Светском првенству у атлетици у дворани 2012. одржаном у Истанбулу од 9. до 11. марта десети пут. Репрезентацију Молдавије представљала су два такмичара (1 мушкарац и 1 жена), који су се такмичили у две дисциплине.
Молдавија није освојила ниједну медаљу али је Elena Popescu оборили лични рекорд.

## Учесници
| Мушкарци: - Alexandru Cuharenko — Скок удаљ | Жене: - Elena Popescu — 800 м |  |

## Резултати

### Мушкарци
| Атлетичар           | Дисциплина | Лични рекорд | Квалификације | Квалификације | Финале               | Финале  | Детаљи |
| Атлетичар           | Дисциплина | Лични рекорд | Резултат      | Место         | Резултат             | Место   | Детаљи |
| ------------------- | ---------- | ------------ | ------------- | ------------- | -------------------- | ------- | ------ |
| Alexandru Cuharenko | Скок удаљ  | 8,09 НР      | 7,66          | 12            | Није се квалификовао | 12 / 15 |        |

### Жене
| Атлетичарка   | Дисциплина | Лични рекорд | Квалификација | Квалификација | Финале                | Финале       | Детаљи |
| Атлетичарка   | Дисциплина | Лични рекорд | Резултат      | Место         | Резултат              | Место        | Детаљи |
| ------------- | ---------- | ------------ | ------------- | ------------- | --------------------- | ------------ | ------ |
| Elena Popescu | 800 м      |              | 2:05,24 ЛР    | 5. у гр. 3    | Није се квалификовала | 15 / 17 (19) |        |